# Acalymma albipe
Acalymma albipe es una especie coleóptero de la familia Chrysomelidae.
Fue descrita científicamente por primera vez en 1826 por Sturm.